# Rita Turava
Margarita Nikolajevna »Rita« Turova (belorusko Маргарита »Рита« Николаевна Турова), beloruska atletinja, * 28. december 1980, Vitebsk, Sovjetska zveza.
Nastopila je na poletnih olimpijskih igrah v letih 2004 in 2008, dosegla je četrto in deseto mesto v hitri hoji na 20 km. Na svetovnih prvenstvih je osvojila naslov podprvakinje leta 2005, na evropskih prvenstvih pa naslov prvakinje leta 2006. 